# 生命中的美好缺憾 (電影)
《生命中的美好缺憾》（英語：The Fault in Our Stars）是一部2014年的美國青春浪漫劇情電影，由约什·布恩執導，改编自2012年約翰·格林的同名小說。電影由莎蓮·活莉、安索·果特及奈特·沃爾夫主演，並由蘿拉·鄧恩、山姆·特拉梅爾及威廉·達佛擔任配角。莎蓮·活莉飾演16歲的罹癌少女Hazel Grace Lancaster，被父母及醫生強迫參加青少年癌友的互助組織，在那裡她很快認識另一位癌症患者Augustus Waters（安索·果特飾）並跟他相戀的故事。
《生命中的美好缺憾》於2012年1月開展，由20世紀福克斯的一個部門—福克斯2000，擁有對小說改編成為電影有選擇的權利。主要拍攝在2013年8月26日於美國匹茲堡開始，並在阿姆斯特丹及荷蘭進行額外的拍攝，最後於2013年10月16日結束。根據小說的設定，團隊在匹茲堡重複了拍攝印第安納州印第安納波利斯的所有場景設置，以及阿姆斯特丹的一些室內場景。此電影同時為莎蓮·活莉與安索·果特繼《分歧者》後於同年再度合作。
《生命中的美好缺憾》於2014年6月6日在美國上映，6月19日於英國上映。電影從影評人得到正面的評價，當中莎蓮·活莉及安索·果特的演出以至電影的劇本都獲得讚譽。電影也一鳴驚人，在首映週末成為票房冠軍，全球票房超過$3.07億美元，遠超$1,200萬美元的預算，這證明了商業上的成功。電影公司於2014年9月16日推出藍光光碟及DVD，在美國國內的影片銷售總額收益超過4,200萬美元。

## 劇情
Hazel Grace Lancaster (莎蓮·活莉 飾) 是個居於印第安納波利斯的少女，她患有末期甲狀腺癌，而癌細胞已轉移到肺部。這使她很沮喪，她的媽媽及醫生極力勸她參與當地教會每周舉行的青少年癌友互助小組，廣交正經歷跟她相似事情的朋友。Hazel在那裡認識了一個迷人的少年Augustus Waters (Gus) (安塞爾·埃爾格特 飾)，他的骨肉瘤使他的右腿被截去，以清除癌症。二人自從小組認識後，Gus隨即邀請Hazel到他的家中作客，他們發現二人有相似的興趣和對癌症的看法都很相似，並分享各自的與趣並交換去閱讀對方喜歡的書。Hazel推介一本名為《An Imperial Affliction》的小說讓Gus去看，那是關於一名罹患癌症的女孩Anna的故事，那跟Hazel的自身經歷很相似，作為交換，Gus推介了《The Prince of Dawn》給Hazel，那是一個電子遊戲引申的小說。他們在隨後的幾星期透過短訊保持聯絡，二人的關係逐漸親密。當Gus看完小說後，他對小說突然結束並且沒有結論感到十分沮喪。Hazel解釋該小說的神秘作者Peter van Houten（威廉·達佛 飾）在小說出版後便到阿姆斯特丹隱居，從此便一直消聲匿跡。
幾星期後，Gus向Hazel透露他已跟小說作者Peter van Houten的助手Lidewij聯絡上，並能夠透過電郵跟Peter聯絡。Hazel立刻電郵Peter詢問關於小說曖昧結局的問題，然而Peter回覆解釋指他不能告訴她，只願意親自答覆她的問題，並邀請她至阿姆斯特丹。但當Hazel向母親提出這次旅程可否成行，但由於家庭經濟能力及醫療方面的限制，她的要求因而被婉拒。後來，Gus建議她透過精靈慈善基金會（跟願望成真基金相類似）申請撥款贊助，但Hazel卻解釋她小時候已把它用於到迪士尼樂園遊玩。一天，Gus邀約Hazel到公園野餐，二人開始正式交往。Gus利用自己的精靈慈善基金的名額成功申請撥款讓他到阿姆斯特丹，並邀請Hazel跟他同行。
在出發前，Hazel出現肺積水的狀況，並送到醫院的深切治療部，因此醫生們對她到海外旅遊的安全抱懷疑的態度，但最終同意允許，因為他們預期Hazel很快便會甚麼也做不到。當Hazel與Gus到達阿姆斯特丹，二人來到一家已預訂的高級餐廳用餐，更發現Peter已為他們預付。用膳期間，Gus向Hazel承認自己對她的愛。翌日下午，二人終於來到Peter van Houten的房子跟他見面，但讓他們震驚的發現對方原來是個卑鄙吝嗇的酒鬼，Lidewij承認是自己代Peter安排見面及二人的晚餐，而Peter對此全不知情。由於Lidewij的行為讓Peter感到憤怒，他嘲笑Hazel為一個虛構的小說尋找一個認真的答案，拒絕回答她的任何問題，還對Hazel的癌症作出貶低和侮辱，二人在憤怒和失望的情況下離開。
為了彌補二人毀了旅程的失望，Lidewij陪同他們二人觀光，他們參觀了安妮之家。由於Hazel的肺部問題，她掙扎著爬上通向閣樓的許多樓梯和梯子。到了參觀的尾聲，Gus和Hazel於閣樓浪漫熱吻起來，並獲得遊客們的掌聲。他們二人在Gus的酒店房間度過了一晚，然而二人的第一次性交卻差點讓Hazel致命。翌日，Gus向Hazel坦承自己的癌症在出發前已復發，並蔓延到他身體的其他部分及已達末期的程度，這讓Hazel傷心欲絕，表示生命很不公平，但這使二人更肯定他們的愛並彼此支持。他們回到印第安納波利斯後，Gus的健康狀況明顯惡化，他被送到深切治療部留醫幾天，他意識到這是他最後的日子，於是邀請了他最好的朋友Isaac和Hazel前來參加他的生前葬禮。在那裡，Isaac和Hazel都發表了準備好對Gus的悼詞，Hazel告訴他指甚麼都不能交換他們在一起的短日子，因為「他在有限的日子裡給我無限的東西」。隨後，Gus在自己的生前葬禮8天後便去世了。
在Gus的正式葬禮上，Hazel驚訝的見到Peter的出現，他解釋自己與Gus在阿姆斯特丹後保持著書信來往，Gus要求他出席自己的葬禮以彌補他毀了自己的旅程。當Hazel正要駕車離開時，Peter向Hazel透露他的小說是根據自己的女兒而寫的，她在年紀很小的時候因為白血病而去世，Peter試著釋出善意並想要透露她早前在小說中的疑問，並給了Hazel一張紙，但Hazel仍然為他之前的種種行為而感到憤怒不已，於是她把那張紙揉掉並要求他離開。後來，Hazel從Isaac的口中得知Peter給的那張紙跟Gus有關，她找回那被揉掉得皺巴巴的紙，發現原來Gus曾要求Peter協助自己修改寫給她的悼詞，信中說明了自己接受了死亡的事實及對Hazel的愛。晚上，Hazel躺在花園的草坪上，仰望著星空，記起Gus時微笑著說：「好吧。」

## 演員
| 演員            | 角色                   | 備註 |
| 莎蓮·活莉       | 黑兹尔·格蕾丝·兰卡斯特 | 16歲的患癌少女，被父母強迫參與癌症病患者互助小組，她在那裡邂逅癌症少年奥古斯都·沃特斯並相愛。而黑兹尔的小時候由莉莉·吉娜飾演。                                |
| 安塞爾·埃爾格特 | 奥古斯都·沃特斯        | 17歲的患骨肉瘤令他失去一條腿的少年，他在癌症病患者互助小組認識黑兹尔·格蕾丝·兰卡斯特。                                                                        |
| 納特·沃爾夫     | 伊萨克                 | 奥古斯都的瞎子好友，他在赫芬顿邮报表示：「很刺激，我覺得自己真的很幸運。事實上我可以跟這麼有才華的人合作—我的意思是，這就是為何我在電影裡很好，這就是原因。」 |
| 山姆·特拉梅爾   | 迈克尔·兰卡斯特        | 黑兹尔的父親。 |
| 蘿拉·鄧恩       | 弗兰妮·兰卡斯特        | 黑兹尔的母親。 |
| David Whalen    | 沃特斯先生             | 奥古斯都的父親。 |
| Milica Govich   | 沃特斯夫人             | 奥古斯都的母親。 |
| 威廉·達佛       | 彼得·万豪敦            | 小說作家。 |
| Lotte Verbeek   | 莱德威·利根萨特        | 小說作家彼得·万豪敦的助手。 |
| 麥克·柏比葛利亞 | 派崔克                 | |
| Ana Dela Cruz   | 玛丽亚博士             | |
| Emily Peachey   | 莫妮卡                 | |
| Emily Bach      |                        | 莫妮卡的母親。 |
| 約翰·葛林       |                        | 拍攝時客串，但他的拍攝片段被刪剪。然而，他會在刪除場景中出現。他在機場的場景中飾演一個小女孩的父親，問Hazel的氧氣鼻喉的事。                                   |

## 製作

### 筹备
2012年1月31日，20世紀福克斯公布其部門—福克斯2000，對約翰·葛林的小說《生命中的美好缺憾》改編成為電影有選擇的權利。製片人威克·戈弗雷被設定與馬蒂·鮑文（Marty Bowen）使用他美峯娛樂的橫幅來製作電影。2013年2月19日，導演约什·布恩獲聘作為電影的方向指導，以及聘請史葛．紐斯塔德和米高．H．韋伯來把小說改編成為電影劇本，作為繼羅薩琳 (Rosaline)之後，曾在20世紀福克斯效力的第二位改編作家。

### 選角
2012年11月，根據小說作者約翰·葛林有Twitter網站上表示有意找梅·惠特曼飾演Hazel Grace Lancaster。
2013年2月，該公司公布海莉·史坦菲德與莎蓮·活莉都不獲選，但成為眼中女主角的人選。2013年3月19日，《娛樂週刊》報導指莎蓮·活莉將飾演Hazel Grace Lancaster的一角，而當時莎蓮·活莉正拍攝《分歧者·異類叛逃》。導演說：「我們看過接近250位女演員為角色的演繹，我看過當中的50位，在莎蓮的10至15秒試鐘裡，我知道她就是Hazel，只有她有鏡頭前讓我首次真正的看到Hazel。她手握著她的劇本，和只有她的眼睛偷看過他們。」5月10日，安塞爾·埃爾格特為Hazel的戀人Augustus Waters進行試鏡。7月23日，蘿拉·鄧恩加入劇組飾演Hazel的母親Frannie Lancaster，以及納特·沃爾夫飾演Augustus的失明好友Isaac。沃爾夫跟《哈芬登郵報Live》指「這是很令人興奮的事，我感到非常幸運，事實上我跟這班具天賦的人們一起合作—我的意思是，這就是為何我在電影中出色的原因之一，這就是原因。」8月14日，山姆·特拉梅爾試演作為Hazel的父親Micheal Lancaster，而在8月29日，小說的作者約翰·格林公布麥克·柏比葛利亞將飾演Patrick一角，他亦於9月6日在推特發文公布指威廉·達福將會飾演Peter van Houten。
在這些消息公布前，小說的作者約翰·格林曾發文指，若梅·惠特曼飾演Hazel的話會讓他感到高興，然而在2013年2月，有猜測指海莉·史坦菲德與莎蓮·活莉當中一人將會被考慮成為主角的人選。
小說的作者約翰·格林亦有於電影中作友情客串；然而他的場景於電影中被裁掉，片段只於電影的DVD及藍光影碟發布版本中出現。在裁掉的場景中，格林飾演小女孩的父親，那小女孩在機場等候期間問及Hazel的氧氣喉管的事，格林說：「他們裁掉（場景）是因為這對電影來說完全沒有必要，這個對我來說太可怕了。」

### 拍攝
主要拍攝在2013年8月26日於美國賓夕凡尼亞州匹兹堡開拍，拍攝地點設定包括奧克蒙特 (賓夕法尼亞州)和UPMC匹兹堡兒童醫院及歷史悠久的第五酒店大廈，此歷史景點亦是電影特色之一。教堂的場景是在賓夕凡尼亞州匹茲堡郊區黎巴嫩峰的聖保羅主教教堂拍攝，電影團隊於賓夕凡尼亞州拍攝至10月10日，然後拍攝團隊轉到荷蘭阿姆斯特丹，於10月14日開始繼續拍攝，直至2013年10月16日正式結束。
在阿姆斯特丹的時候，拍攝在那裡進行了三天，莎蓮·活莉與安索·果特坐在河邊的公共長椅上進行拍攝。2014年7月2日，據《衛報》的消息透露，拍攝的那張長椅不翼而飛，當地市政府官員也承認他們也不知道它在哪裡，阿姆斯特丹的發言人斯蒂芬·凡得·胡克（Stephan van der Hoek）說：「這真有點讓人尷尬，因為我們對它們有良好的追蹤，但它仍然消失了。」他並承諾將會在數周內重新安裝新的長椅。就在一星期後，《娛樂周刊》指阿姆斯特丹電影辦公室曾在推特拍攝重新安裝回被盜長椅的照片；阿姆斯特丹電影專員西蒙·布雷斯特（Simon Brester）說那是同一張長椅，並非替代品。
在匹兹堡的拍攝亦包括在安妮·弗蘭克之家的室內場景，那是在位於匹茲堡東郊的丘吉爾自治市鎮匹茲堡工作室的音樂舞台上重建，製作設計師莫莉·休斯（Molly Hughes）及藝術總監格雷格·衛文斯（Greg Weimerskirch）在匹茲堡建了三個工作室設置，每層一個。此外，印第安納波利斯的藝術紀念碑在荷蘭藝術家兼雕塑的創作人Joep Van Lieshout的協助下在匹茲堡重新創建。
小說的作者約翰·格林雖是印第安納波利斯的當地人，然而他對選擇於匹茲堡取景拍攝感到滿意。他指：
匹茲堡有一個在過去20年建立起來的真正具才華的電影專業人士的驚人社區，我被他們的專業精神、信心、及他們的奉獻所震懾。沒有很多城市像這般，你必須找到一個可以成為印第安納波利斯的城市。而匹茲堡即使有許多山丘，也可以成為印第安納波利斯。我們只需要找幾條平坦的街道。

### 音樂
美國獨立搖滾樂隊Bright Eyes的麥克·莫古斯及內特·沃爾科特負責為電影原聲大碟的配樂作曲及編曲部分，而電影原聲大碟的整個曲目於2014年4月13日發布，當中歌曲由幾位備受矚目的音樂人製作，包括組合M83、Grouplove、Kodaline、傑克·巴格、湯姆·奧德爾、Birdy、紅髮艾德，及演繹電影其中一首主題曲《轟的一擊》的酷娃恰莉，歌曲在國際上取得成功，部分原因是歌曲於電影中曝光；而紅髮艾德則創作了電影的片尾曲《所有星辰》。電影原聲大碟由大西洋唱片於2014年5月19日在於北美發行，而英國則於6月23日推出。
原聲大碟的首支主打歌曲《轟的一擊》是由夏洛特·愛瑪·阿奇森主唱，於2014年4月11日首播，而MV則在6月2日首播。紅髮艾德《所有星辰》MV在2014年5月9日首播，而Birdy的《T恤》及《不關於天使》分別在2014年6月6日及2014年6月12日發布。
| 曲序     | 曲目                       | 藝人                 | 时长    |
| -------- | -------------------------- | -------------------- | ------- |
| 1.       | All of the Stars           | Ed Sheeran           | 3:55    |
| 2.       | Simple as This             | Jake Bugg            | 3:17    |
| 3.       | Let Me In                  | Grouplove            | 3:59    |
| 4.       | Tee Shirt                  | Birdy                | 2:39    |
| 5.       | All I Want                 | Kodaline             | 5:06    |
| 6.       | Long Way Down              | Tom Odell            | 2:30    |
| 7.       | Boom Clap                  | Charli XCX           | 2:49    |
| 8.       | While I'm Alive            | STRFKR               | 3:48    |
| 9.       | Oblivion                   | Indians              | 3:39    |
| 10.      | Strange Things Will Happen | The Radio Department | 4:26    |
| 11.      | Bomfalleralla              | Afasi & Filthy       | 3:57    |
| 12.      | Without Words              | Ray LaMontagne       | 4:18    |
| 13.      | Not About Angels           | Birdy                | 3:09    |
| 14.      | No One Ever Loved          | Lykke Li             | 4:05    |
| 15.      | Wait                       | M83                  | 5:44    |
| 总时长： | 总时长：                   | 总时长：             | 1:01:00 |

## 票房
《生命中的美好缺憾》的首映禮於2014年6月2日在紐約市的齊格菲爾德劇院舉行，邀請了300位賓客到場欣賞。在首映禮上，作者約翰·葛林說：「我不想把它賣掉，因為荷李活製作關於疾病而不帶情感的電影很糟糕」。電影於2014年6月6日上映。在紐約的首映後，一名叫伊萬傑琳·厄爾（Evangeline Earl）的學生宣布葛林的電影改編小說是受到其姐姐埃絲特·厄爾（Esther Earl）的啟發，埃絲特也是一名作家。埃絲特患有甲狀腺癌並於2010年去世。伊萬傑琳指埃絲特曾跟葛林於2009年在波士頓舉行的哈利波特粉絲聚會中見面，葛林說：「如果我不認識埃絲特，我永遠不會寫得到《生命中的美好缺憾》，書本中的每一個字詞都是取決於她的。」葛林指他在小說及電影中使用「好的（okay）」一詞，是因為Hazel及Augustus都用這個字詞來表達他們對彼此的愛，這個字詞成為了他們的特殊詞彙。原創小說的靈感來自已故的作者埃絲特·厄爾，她跟她的妹妹阿碧潔爾（Abigail）經常使用「好的（okay）」一詞。

### 市場
《生命中的美好缺憾》的首輯電影預告片於2014年1月29日發布，該預告片在少於24小時內已超過3百萬的觀看次數，在發布首7天內已超過1千5百萬的觀看次數。2014年4月13日，在MTV電影頒獎禮2014節目開始前，電影發布了一個視頻剪輯。4月28日，福克斯發布了一輯擴展預告片，它更透過YouTube發布更多的電影剪輯以作為電影於上映前期推廣的一部分。
2014年4月2日，電影工作室宣布推出一個名為《星星的需求（Demand Our Stars）》的巡迴宣傳計劃，葛林、活莉、艾果特、和沃爾夫將會到訪得到最多粉絲票選的州分，以重新勾勒出他們州分的地圖輪廓。當中有四個州分勝出：巡迴宣傳計劃於5月6日在佛羅里達州邁阿密開始；5月7日到俄亥俄州克利夫蘭；5月8日到田納西州納什維爾；最後於5月9日到得克薩斯州達拉斯結束旅程。
《生命中的美好缺憾》於北美賺得$124,900,000美元，其他國家收益賺得$182,300,000美元，全球共賺得$307,200,000美元，對比製作預算的$12,000,000美元。在北美，電影的收益自《我們的星星之夜（The Night Before Our Stars）》的活動獲得提升，門票售價高達25美元的高端價格的活動。當晚活動包括電影的放映及一個與演員們聯播提問和答問環節，包括活莉、艾果特、沃爾夫和葛林在內的電影團隊成員。電影從開畫的周四晚上賺得$820萬美元，而開畫首天賺得$26,100,000美元。在開畫周末，電影從3,173家影院賺得$48,002,573美元，平均每家影院賺得$15,128美元，成為北美的榜首。
| 上一届： 《黑魔女：沉睡魔咒》 | 2014年美國週末票房冠軍 第23周 | 下一届： 《龙虎少年队2》 |

### 家庭影院
《生命中的美好缺憾》於2014年9月16日推出DVD及藍光光碟版本。《生命中的美好缺憾：小小的無限》的藍光影碟版本包括了電影的126分鐘和133分鐘的電影延長版本，一些包括小說作者約翰·葛林客串的刪除片段及沒有特色的片段。家庭影院的發行總銷量超過$42,600,000美元。
此外，《生命中的美好缺憾》亦作為Disney+的首批上線電影於2019年11月12日上線。

## 招待會

### 評價
《生命中的美好缺憾》獲得普遍正面的好評，活莉和果特的表現及諾伊史達特和韋柏的編劇獲得讚賞。根據評論平台《爛番茄》，在199則評論中，電影的支持率為81％，平均得分為10分裡的6.9分。該網站的關鍵共識寫道：「聰明，有趣，並沒有訴諸剝削來令人心碎，《生命中的美好缺憾》透過最暢銷的原始資料做得對了。」《Metacritic》根據45個評論，總得分為100分裡的69分，普遍獲得好評。在《影院評分》中，在電影開畫當日，觀眾在A+至F的評分中給予「A」的評分。
《費城詢問報》的史蒂芬·雷在4分裡給這部電影3分，他說：「活莉...以恩典平衡了嚴肅，以風趣平衡了心靈。」《紐約時報》的A·O·史葛說：「這部電影設定了讓你哭泣 — 不單是啜泣或是嗆了一點點，但直到你流涕的嗚咽，並讓你的臉淚印斑斑的。它成功了。」《波士頓環球報》的泰·伯爾在4分裡給這部電影2.5分，並說：「如果果特飾演的Gus油腔滑調地迷人，並最終有影響，《生命中的美好缺憾》是屬於活莉的，一個表演者總是似乎小心翼翼地支持了她自己的電影。」《Quickflix》的西蒙·米拉多（Simon Miraudo）評分為3/5，並說：「無可否認的是，《生命中的美好缺憾》的設定把我們擊倒。」《芝加哥太陽報》的理查德·羅珀給了此電影四顆星，他說活莉飾演Hazel的表現是「超然、純粹和真實的」，並指「她是那麼難忘」。《福布斯》雜誌的斯科特·門德爾森（Scott Mendelson）說這電影是「特別高質量的主流娛樂」，並稱它為「真正的藝術品」。《帝國雜誌》的安娜·史密夫（Anna Smith）說它是「一個感動浪漫和莎蓮·活莉現時為止最佳的表現」。《數碼間諜》的艾瑪·迪賓（Emma Dibdin）寫道：「《生命中的美好缺憾》是一個尖銳和情緒複雜的哭泣，那少有的智慧充滿的少年角色，並用睿智與柔情解決其慘淡的主題。」《每日星報》的安迪·利（Andy Lea）說：「隨著青少年的浪漫逝去，就是強大的東西。」《BlackFilm.com》的威爾遜·莫拉萊斯讚賞活莉及果特的表現，說：「在他們的表演中，他們很動人和演出很真誠，他們二人設法讓這部激情澎湃的電影變得非常動人、浪漫和娛樂性甚高。」
《時代雜誌》的理查德·科利斯（Richard Corliss）寫道：「Hazel和Augustus都將會活於電影中，是因為他們由年輕演員飾演。」《達拉斯晨報》的克里斯·旺加（Chris Vongar）給這部電影B+的評分，指它是機智而充滿活力，並且只是偶爾有些感傷。《今日美國》的克勞迪婭·普格（Claudia Puig）稱這部電影「劇本寫得很好、演出得很好、尖刻又有趣的刻劃，並明智地觀察，給它4分裡的3.5分。」《娛樂周刊》的克里斯·納沙瓦提（Chris Nashawaty）稱這部電影是個「有趣、甜美、三手帕的催淚術」，並給它B級的評分。《環球郵報》的吉奧夫·佩維爾說道：「雖然它可能不符合人們的實際期望，但它肯定會嚴格遵守青少年的公約。」《邁阿密先驅報》的康妮·奧格爾（Connie Ogle）說它是「甜蜜浪漫的電影，充滿了突如其來的溫暖和幽默。」《影音俱樂部》的A.A.多德（A.A. Dowd）給了這部電影一個B級，表示它「感恩有些機智的火花，並由一班有才華有魅力演員的支持。」《The Dissolve》給電影80分：此電影跟鋒芒畢露的劇情片來比，它更像是一幅柔和的水彩畫，十分的溫暖。這個要歸功於不去小題大做、精益求精地執導的效果。《ReelViews》給了75分，並表示：「表演頂級，角色塑造很立體，對話很尖銳但是不缺幽默。」《荷里活報道》給了70分，並表示：「影片最強的優勢源自於原著小說，這使電影沒有淪為刻板的癌症劇情片，而是塑造了兩個充滿生氣而可信的年輕角色。」
《衛報》的彼得·布拉德肖給了電影一個負評，並把它比喻為「被諳混合武術的專業人員搶劫，你甚麼都做不到，但是要注意和欣賞的是，即使你被充滿惡意地毆打，然後拖著直立，打傷和流血，並被迫看著你的襲擊者把你全部的錢中的45％捐給慈善機構。」為羅渣·伊拔的網站寫作的克里斯蒂·萊米爾給了這電影四分中的兩分，並批評此電影「在感情上有隋性，儘管我們有很多時候意味著有一塊東西哽咽在我們的喉嚨裡。萊米爾也批評了果特的表現，並稱讚活莉的「持續的、使人消除敵意的自然主義」。《每日電訊報》的羅比·科林說：「Gus是個類似狂躁小精靈般的人；這是一些較少發現男生版本怪異的人，崇拜女友的類型，有時候由姬絲汀·登絲、妮妲莉·寶雯或素兒·達莎妮飾演。」
《印度快報》的莎蓮妮·蘭格（Shalini Langer）給此電影2.5顆星並說：「這齣電影忠實於錯誤，從對話到服裝、設定及食物，甚至在跳過一些不愉快的細節時。」《板岩雜誌》的達娜·史蒂文斯說：「我以上帝的名義是做錯過甚麼，我竟然沒有哭過，我就在前一天，我在孩子學校徹底樂觀的話劇中全程哭了。」兩位基督徒評論家及一些神學家都提到了電影中存在的基督教主題。
電影製作的工作室20世紀福斯為莎蓮·活莉獲得奧斯卡最佳女主角獎及該電影的改編劇本的提名，舉辦了一場不成功的競選活動。

## 票房
《生命中的美好缺憾》於北美收益賺得$124,900,000美元，其他地區賺得$182,300,000美元，以及全球賺得$307,200,000美元，對比12,000,000美元的製作預算。
在北美，電影的收益自《我們的星星之夜（The Night Before Our Stars）》的活動獲得提升，門票售價高達$25美元的高端價格的活動。該活動包括電影的放映及跟演員和工作人員的同步的問答環節，當中包括活莉、果特、沃爾夫和格林。電影於周四晚上的放映中賺得$820萬美元的收入，而開畫當日收益得到$26,100,000美元。在開畫周末，電影從3,173家影院賺得48,002,573美元的收益，平均每部電影賺得$15,128美元，成為北美票房冠軍。
在北美以外的地區，《生命中的美好缺憾》的開畫周末，從17個市場的2,892張屏幕中賺得$16,590,000美元位列第四，繼《異空戰士》的$81,000,000美元，《黑魔后》的$61,700,000美元，及《變種特攻：未來同盟戰》的$41,100,000美元之後。電影在巴西，墨西哥和澳大利亞的收入最高，分別為$5,800,000美元、$3,800,000美元及$3,700,000美元。隨後一星期，電影從40個市場賺得收益$16,100,000美元，再次保持在第4位的位置。

## 獎項及提名
| 獎項                     | 類別                    | 得獎者                              | 結果 |
| ------------------------ | ----------------------- | ----------------------------------- | ---- |
| 第15屆電影預告片的金像獎 | 最佳浪漫                | 《生命中的美好缺憾》                | 獲獎 |
| 金太空塔獎               | 最佳電影                | 《生命中的美好缺憾》                | 提名 |
| Teen材大獎2014           | Teen材電影： 劇情       | 《生命中的美好缺憾》                | 獲獎 |
| Teen材大獎2014           | Teen材男演員：劇情      | 安索·果特                           | 獲獎 |
| Teen材大獎2014           | Teen材女演員：劇情      | 莎蓮·活莉                           | 獲獎 |
| Teen材大獎2014           | Teen材電影：突破之星    | 安索·果特                           | 獲獎 |
| Teen材大獎2014           | Teen材電影：場景偷竊者  | 奈特·沃爾夫                         | 獲獎 |
| Teen材大獎2014           | Teen材電影：化學作用    | 安索·果特、莎蓮·活莉 及 奈特·沃爾夫 | 獲獎 |
| Teen材大獎2014           | Teen材電影：接吻        | 安索·果特 及 莎蓮·活莉              | 獲獎 |
| 荷李活青年獎             | 粉絲最喜愛演員 — 男演員 | 安索·果特                           | 獲獎 |
| 荷李活青年獎             | 粉絲最喜愛演員 — 女演員 | 莎蓮·活莉                           | 提名 |
| 荷李活青年獎             | 突破演員                | 安索·果特                           | 提名 |
| 荷李活青年獎             | 最佳熒幕情侶            | 安索·果特 及 莎蓮·活莉              | 獲獎 |
| 荷李活青年獎             | 最佳劇組化學作用 – 電影 | 《生命中的美好缺憾》                | 獲獎 |
| 荷李活青年獎             | 最喜愛電影              | 《生命中的美好缺憾》                | 獲獎 |
| 阿根廷少年選擇獎         | 最喜愛電影              | 《生命中的美好缺憾》                | 獲獎 |
| 第18屆荷李活電影獎       | 荷李活突破表現 – 女演員 | 莎蓮·活莉                           | 獲獎 |
| 第41屆人民選擇獎         | 最喜愛的電影二人組      | 莎蓮·活莉 及 安索·果特              | 提名 |
| 第41屆人民選擇獎         | 最喜愛的劇情電影女演員  | 莎蓮·活莉                           | 提名 |
| 第41屆人民選擇獎         | 最喜愛的戲劇性電影      | 《生命中的美好缺憾》                | 獲獎 |
| MTV電影大獎2015          | 年度電影                | 《生命中的美好缺憾》                | 獲獎 |
| MTV電影大獎2015          | 最佳男演員              | 安索·果特                           | 提名 |
| MTV電影大獎2015          | 最佳女演員              | 莎蓮·活莉                           | 獲獎 |
| MTV電影大獎2015          | 突破表現                | 安索·果特                           | 提名 |
| MTV電影大獎2015          | 最佳的屏幕二人組        | 莎蓮·活莉 及 安索·果特              | 提名 |
| MTV電影大獎2015          | 最佳赤膊表演            | 安索·果特                           | 提名 |
| MTV電影大獎2015          | 最佳接吻                | 安索·果特 及 莎蓮·活莉              | 獲獎 |